# Stazione di Ferrandina Scalo-Matera
La stazione di Ferrandina Scalo-Matera, fino al 2019 chiamata Ferrandina-Pomarico-Miglionico,  è una stazione ferroviaria posta sulla ferrovia Battipaglia-Potenza-Metaponto; serve i centri abitati di Ferrandina, Pomarico, Miglionico e il capoluogo Matera.

## Storia
La stazione venne attivata il 15 novembre 1875 contestualmente all'apertura del tronco di linea lungo 12,860 km, proveniente da Pisticci, della ferrovia Battipaglia-Potenza-Metaponto. L'impianto dispone di quattro binari a scartamento ordinario destinati al traffico passeggeri e merci, ai quali si aggiungono due binari di collegamento col vicino centro intermodale (zona industriale di Ferrandina-Pisticci). La stazione è provvista di sottopassaggi, rampe per disabili e pensiline fino al quarto binario.
La stazione rientra nel progetto della ferrovia Ferrandina-Matera, il cui tracciato origina al binario 3.

## Movimento
La stazione è servita da treni regionali svolti da Trenitalia nell'ambito del contratto di servizio stipulato con la Regione Basilicata, oltre ad autobus sostitutivi degli stessi regionali per Potenza e Napoli, nonché da collegamenti a lunga percorrenza (due coppie di InterCity da/per Roma e Taranto e una coppia di Frecciarossa 1000 da/per Torino e Taranto) svolti dalla medesima impresa ferroviaria. La stazione fa parte della rete Sala Blu con sede di competenza di Bari Centrale. Sono presenti collegamenti locali con i centri della Val Basento e Matera.

## Servizi
La stazione dispone di:
- Sala d'attesa
- Servizi igienici
- Servizio di assistenza a persone con disabilità e a ridotta mobilità (gestita da SalaBlu Bari)[3]
- Fermata autobus
- Parcheggio[3]